# نووتوربه‌یوو
نووتوربه‌یوو (انگلیسی: Novoturbeyevo) یک شهرک در شهرستان شارانسکی استان باشقیرستان کشور روسیه است.